# Fíbula bereber

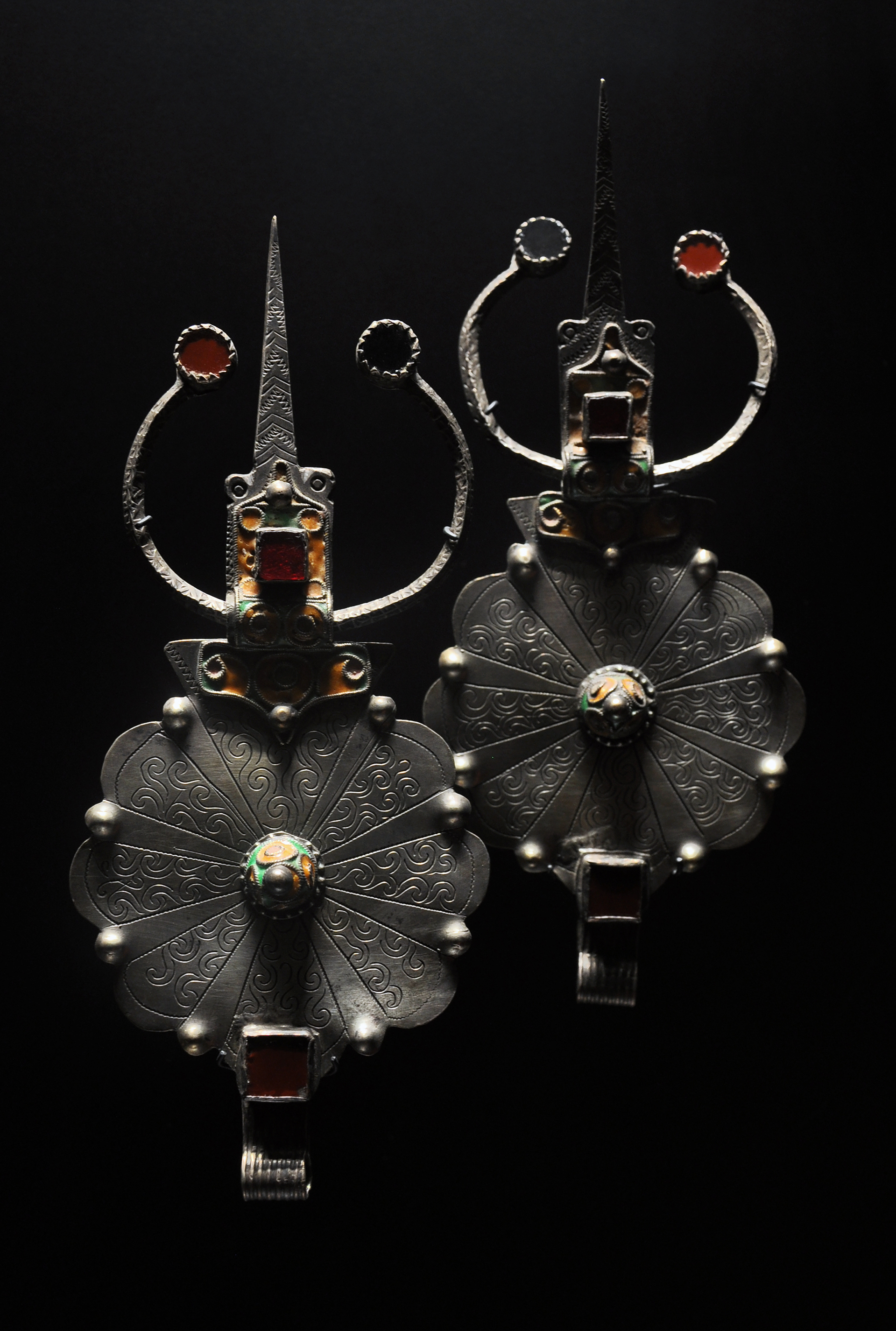
Pareja de fíbulas bereberes de plata, museo del muelle Branly, París.

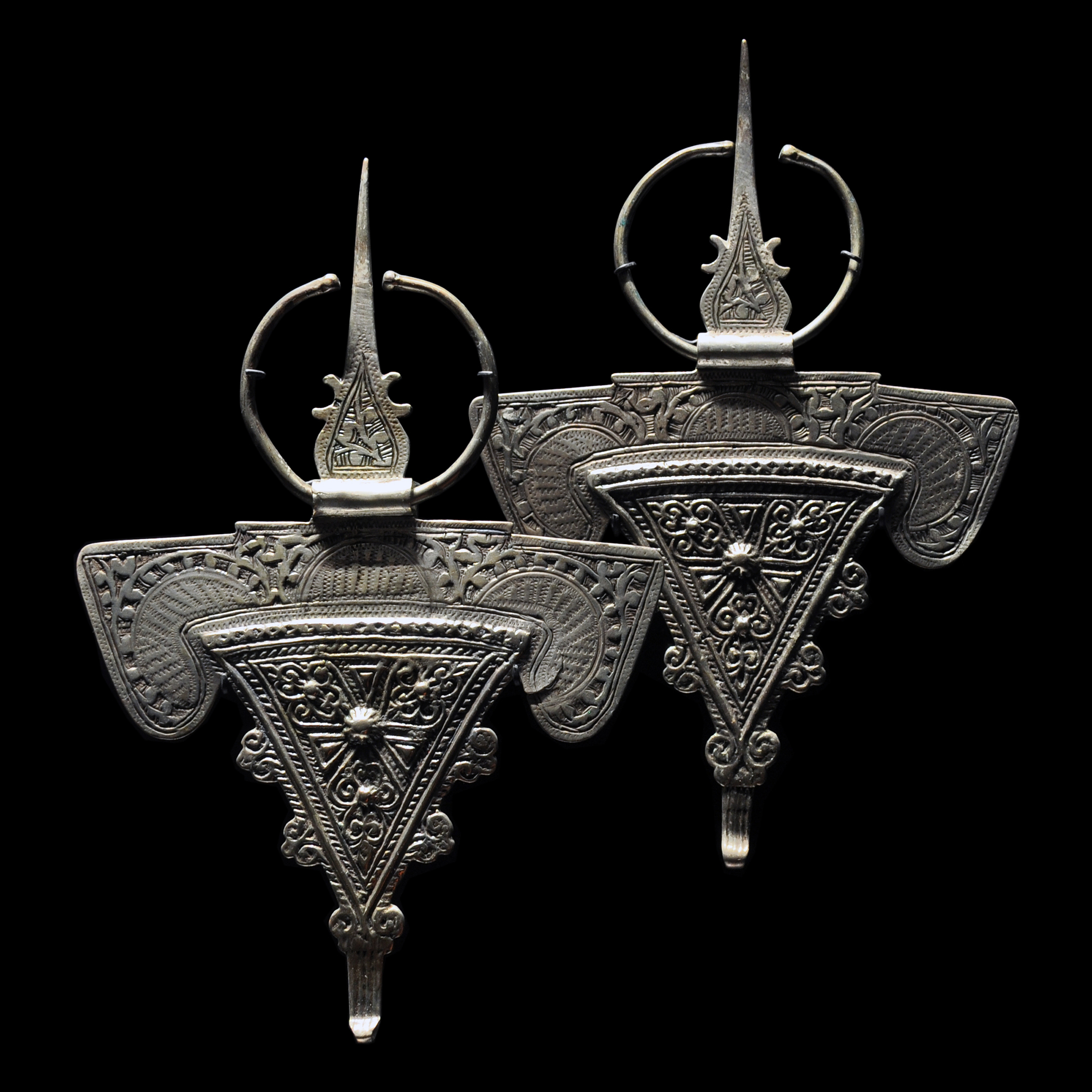
Pareja de fíbulas bereberes de plata, museo del muelle Branly.

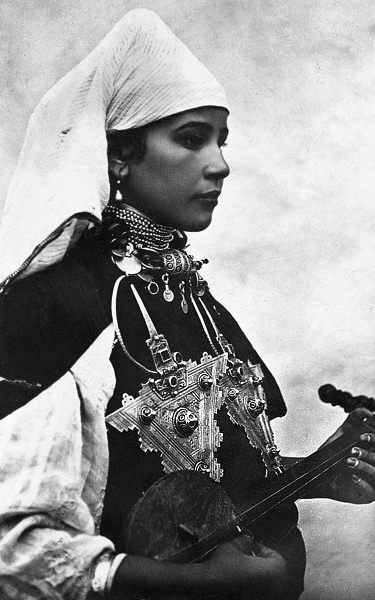
Música bereber a principios del siglo XX, llevando dos fíbulas.

La fíbula bereber es un objeto decorativo y simbólico del patrimonio bereber. En su lengua materna, el  bereber, se llama tiseghnest (pl. tiseghnas), o tazerzit (pl. tizerzay) según la región.

## Etimología
En la región marroquí de Sus (Marruecos) se llama tazerzit, tazerzet, tarezoyt o tazerzoyt. Ta-zerzit, como todos los nombres que comienzan con el determinante bereber ta, es un nombre femenino. El término tazerzit se relaciona con la raíz bereber RZY que también da las palabras «ẓerzi», «erẓi», «rzy», hacer ensartar, ensartar.
En rifeño y en la mayor parte de las lenguas bereberes, se llama tiseghnest  (plur. tiseghnas), palabra que significa «fíbula», «broche» o «corchete» y que está relacionada con la raíz panbereber GHNS, lo que da las palabras «poner un broche», «abrochar».
En la región argelina de Cabilia, la fíbula se conoce hoy en día principalmente como afzim/tafzimt, o abzim/tabzimt (plural tifzimin/tibzimin).

## Orígenes
La autora francesa Henriette Camps-Fabrer destaca la aparición de la fíbula bereber en la Edad del Bronce en el Magreb. En su artículo indica el origen de las fíbulas bereberes de África del Norte:

No fue hasta 1964 que Gabriel Camps sacó a la luz la existencia de una Edad de Bronce en el Magreb. Sin embargo, a partir de ese momento, cuando no se pudo establecer una cronología definitiva en esta región, aparecieron dos tipos de fíbulas. El primero está representado por una fíbula en forma de arco que proviene del dolmen de Beni Messous. Este objeto, desafortunadamente perdido, ha sido descrito por el Dr. Bertherand quien especifica que fue provisto de un porta-broches. El segundo tipo que también se encuentra en Beni Messous es una fíbula en forma de omega, que se conserva en el Museo Nacional del Bardo de Argel y cuyo método de fijación no requiere la presencia de un soporte para broches. De hecho, es una fíbula anular abierta cuyos extremos están reforzados con poliedros. Una hebilla móvil a lo largo del anillo consiste en una estrecha lámina de bronce envuelta alrededor del anillo y que termina en punta.

## Utilización
Las grandes fíbulas bereberes se destinan a menudo a un uso decorativo, pero hay pequeñas fíbulas que se utilizan a menudo como broches, sin olvidar las muy pequeñas que se utilizan para el cabello o la frente. Hoy en día, se utiliza más como broche y generalmente se lleva con el vestido tradicional bereber, constituyendo un signo de orgullo y castidad para las mujeres bereberes.
La mayoría de las fíbulas bereberes que se usan en pares en cada hombro se usan para sostener la pieza rectangular de tela que se usa sobre las otras prendas. Lo más frecuente es que estén conectadas por una cadena intermedia en medio de la cual se cuelga una caja. Sin embargo, algunas fíbulas circulares se llevan en el pecho o en el pequeño pañuelo que se lleva en la cabeza como el adwir de la Gran Cabilia.